# APIA Leichhardt FC
Der APIA Leichhardt FC ist ein 1954 gegründeter australischer Fußballverein aus Leichhardt, einem Vorort der Metropole Sydney. Der Verein wurde 1987 in der National Soccer League australischer Meister. Seit 2013 spielt er in der zweithöchsten Liga, der NSW-Division der National Premier Leagues, aus der aber kein Aufstieg möglich ist.

## Geschichte
Der Verein wurde 1954 von italienischen Einwanderern als Associazione Poli-sportiva Italo Australiana (APIA) gegründet und ist im nach dem deutschen Erforscher des australischen Outbacks Ludwig Leichhardt benannten Stadtteil in Sydneys innerem Westen beheimatet. Nach einigen Jahren in der Canterbury District Competition war der Verein im Januar 1957 Mitbegründer der NSW Federation of Soccer Clubs, die sich unter Federführung des Präsidenten des Hakoah Clubs Walter Sternberg vom bisherigen Verband, der NSW Soccer Football Association abspaltete. Apia wurde sogleich in die erste Liga des neuen Verbandes aufgenommen.
Ab 1959 etablierte sich Apia in der Spitzengruppe der Liga und wurde Zweiter, ein Erfolg der im Jahr darauf wiederholt werden konnte. 1959 gelangte der Verein auch in das Grand Final eines von den vier ersten Vereinen ausgespielten Play-off-Turnier um den Meisterschaftstitel, unterlag dort aber dem Sydney FC Prague mit 2:3. 1964 und 1966 wurde Apia Erster in der Liga, was den Titel eines Minor Premiers einbrachte. 1964 und 1965 gewann Apia das über den Meisterschaftstitel entscheidende Grand Final. In beiden Fällen war der Gegner der St. George-Budapest-Club. Der 7:2-Erfolg von 1964 vor 22.500 Zusehern ist bis heute der höchste Sieg in einem erstklassigen Grand Final von New South Wales. Auf Seiten der vom Ungarn Gyula Polgár trainierten Mannschaft von Apia spielten dabei der österreichische Nationalspieler Karl Jarosch (in Australien „Jaros“ geschrieben), der ehemalige Tormann von Real Madrid, Adauto Iglesias, und der englischgebürtige australische Nationalstürmer John Watkiss, der noch 1974 im Aufgebot Australiens bei der Weltmeisterschaft 1974 dabei war. Für Budapest traten unter anderem Manfred Schaefer und Johnny Warren an, die bei der Weltmeisterschaftsteilnahme Australiens 1974 in Deutschland dabei waren. In Ermangelung einer nationalen Meisterschaft waren die Meisterschaften von NSW bis 1977, der Einführung der National Soccer League der größte Erfolg den Apia erringen konnte.
1967 und 1975 wurde Apia erneut Minor Premier. In den Grand Finals gelang Budapest aber mit 5:2 und 1:0-Siegen eine Art Revanche, während auf der anderen Seite Apia in den Grand Finals von 1969 und 1976 mit 3:2 und 1:0 erneut die Oberhand im immergrünen Duell mit Budapest hatte.
1966 gewann Apia seinen ersten nationalen Wettbewerb, den nur von 1962 bis 1968 abgehaltenen Australia Cup. Im Finale besiegte die Mannschaft aus Leichhardt Hakoah, das den Österreicher Herbert Ninaus in seinen Reihen hatte, vor 10.200 Zusehern mit 2:0. Bekanntester Spieler Apias war John Watkiss. Trainer war Joe Marston, geboren in Leichhardt, der 1954 mit Preston North End im englischen-Cup-Final spielte.
Zwischen 1966 und 1974 gewann Apia auch dreimal den State Cup of NSW, ein Vorsaison-Pokalwettbewerb der damals nach dem Sponsor, einer Tankstellenkette, Ampol Cup benannt war. Das Finale von 1974 galt als „eines der unglaublichsten Endspiele“ der Vereinsgeschichte, als Kapitän Jimmy Rooney und Mittelstürmer Peter Ollerton, der fünf Tore erzielte, vor 5200 Zusehern im Wentworth Park im Stadtviertel Glebe mit 9:1 gegen Auburn aus dem Westen der Stadt gewannen – das höchste jemals erzielte Endergebnis. Auch diese beiden Spieler waren Teilnehmer bei der Weltmeisterschaft von 1974.
Bei der Einführung der National Soccer League 1977 wurde APIA nicht berücksichtigt. Der Hakoah Club, der Meister wurde, Marconi, Western Suburbs, St. George, jetzt ohne Budapest im Namen, und Sydney Olympic vertraten Sydney dort. In der nunmehr zweitklassigen Staatsliga wurde Apia zunächst Zweiter und 1978 Sechster. Western Suburbs schwächelte aber finanziell und fusionierte zur Saison 1979 mit den „Italienern“. Diese Fusion wurde der Öffentlichkeit als Vereinigung unter gleichen Partner ausgelegt und sollte als Wests-Apia oder dergleichen firmieren, was aber schon in frühem Stadium Makulatur wurde. Der Verein blieb als APIA bekannt. Die Wests brachten neben dem Startplatz in der nationalen Liga die Weltmeisterschaftsteilnehmer Colin Curran und Peter Wilson in die Fusion ein.
Unter dem nunmehrigen Trainer Peter Wilson gewann Apia mit National Soccer League Cup von 1982 durch einen 2:1-Sieg vor 5000 Zusehern im Olympic Park von Melbourne über Heidelberg United aus Melbourne den zweiten nationalen Titel. In der Liga dümpelte Apia bestenfalls im Mittelfeld bis 1987 der Gewinn der nationalen Meisterschaft mit sechs Punkten Vorsprung vor Preston Makedonia aus Melbourne gelang, wobei damals nur zwei Punkte pro Sieg vergeben wurden. Der Trainer in jener Saison war der australische Nationaltrainer von 1974, Ralé Rašić. Charlie Yankos und Peter Katholos sind wohl die bekanntesten Spieler dieser Mannschaft. Unter Rasic gewann Apia auch den National Soccer League Cup von 1988, diesmal firmierend als Beach Fashions Cup. Vor 2200 Zusehern im Bossley Park im Westen von Sydney besiegte Apia dabei das von Manfred Schaefer trainierte Brunswick Juventus mit 2:0.
Im Jahr 1992 wurde APIA Leichhardt von finanziellen Schwierigkeiten überrollt. In der Liga Achter unter 14 Teilnehmern musste sich der Verein dennoch aus der National Soccer League zurückziehen. Der Verein wurde umstrukturiert und spielte fortan auf Staatsebene unter dem Namen APIA Leichhardt Tigers. Dort gewannen sie die Grand Finals von 2003 und 2019 und wurden 2017 Minor Premiers. Seit der Gründung der A-League 2004 gibt es keine Aufstiegsmöglichkeit in die nationale Liga mehr. 2019 legte der Verein den Beinamen „Tigers“ wieder ab und nennt sich seither APIA Leichhardt FC.

## Stadion
Der Verein spielt im 1954 eröffneten Lambert Park Stadion in Leichhardt, das dieser Tage einen Kunstrasen hat. Das Stadion hat eine Kapazität von bis zu 7000 Zusehern. Das Clubgebäude befindet sich direkt nebenan.

## Erfolge
Erfolge auf Staatsebene vor der Einführung der nationalen Liga 1977
- Australische Meisterschaft: 1987
- Australia Cup: 1966
  - Finalist: 1964, 1965, 1967
- National Soccer League Cup: 1982, 1988

- Meisterschaft von New South Wales / Grand Final
  - Gewinner: 1964, 1965, 1969, 1976
  - Finalist: 1959, 1963, 1966, 1967, 1975
- Meisterschaft von New South Wales / Liga
  - Erster: 1964, 1966, 1967, 1975
  - Zweiter: 1959, 1960, 1963, 1974, 1976